# Kobiele (przystanek kolejowy)
Kobiele (lit. Kabeliai, ros. Кабяляй) – zlikwidowany przystanek kolejowy w pobliżu miejscowości Kobiele, w rejonie orańskim, w okręgu olickim, na Litwie. Leży na linii dawnej Kolei Warszawsko-Petersburskiej.
Po rozpadzie Związku Sowieckiego odcinek linii po stronie litewskiej od Marcinkańców do granicy państwowej został zlikwidowany.